# 賈徳龍
賈 徳龍（か とくりゅう、ジア・ドゥロン、Jia Delong　1985年7月4日）は中華人民共和国出身の元野球選手。ポジションは遊撃手。右投右打。

## 来歴・プレースタイル
- 高い身体能力と、それを生かした俊足堅守が持ち味の若手内野手。主に遊撃手、三塁手。
- 2007年の日中大学交流戦に選出されたのをきっかけに北京五輪中国代表に選出。
- 第2回WBCでは三塁手として先発出場を果たした。